# Brachinus fumans
Brachinus fumans är en skalbaggsart som beskrevs av Fabricius. Brachinus fumans ingår i släktet Brachinus och familjen jordlöpare. Inga underarter finns listade i Catalogue of Life.